# تحصیل تربت
تحصیل تربت (به انگلیسی: Turbat Tehsil) یک تحصیل در پاکستان است که در ایالت بلوچستان واقع شده‌است.